# Karl Maria Kertbeny

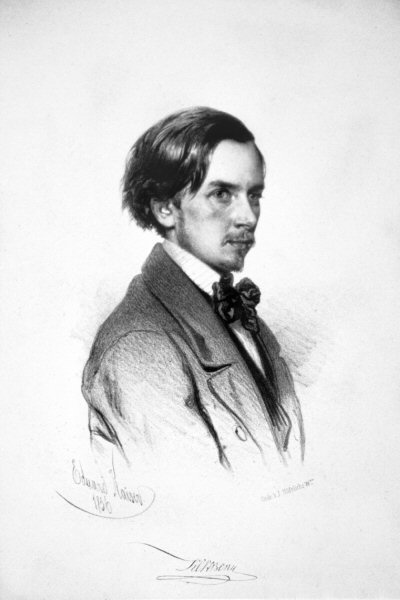
Karl Maria Kertbeny, Lithographie von Eduard Kaiser, 1856

Karl Maria Kertbeny, vor 1847 Karl Maria Benkert (* 28. Februar 1824 in Wien; † 23. Januar 1882 in Budapest), war ein österreichisch-ungarischer Schriftsteller und früher Aktivist der Homosexuellenbewegung.

## Jugend
Kertbeny wurde 1824 als Karl Maria Benkert in Wien als Sohn des Schriftstellers und Malers Anton Benkert (* 1795 Ofen, † 1846 Pest) und der ebenfalls künstlerisch begabten Charlotte Benkert geb. Graf (Schülerin des Malers Johann Friedrich Leybold) geboren. Sein jüngerer Bruder war der Maler Imre (Emrich) Karl Benkert (* 27. März 1825, † 21. Januar 1855). Die Familie stammte aus Franken, hatte jedoch auch Zweige, die nach Padua in Italien und in die Vereinigten Staaten (New York) weisen. Als Begründer der ungarischen Linie gilt Kertbenys Großvater Sebastian Benkert, Sohn eines Bürgermeisters von Bamberg, der sich als Fleischergeselle auf Wanderung begab und 1770 in Pest niederließ. Dort eröffnete er mit seiner Ehefrau Anna von Szalay das Wirtshaus Zum König von Ungarn. Ihr Sohn Anton handelte in Wien mit Korallen, kehrte aber 1827 mit seiner Frau und seinen zwei Söhnen in sein Elternhaus zurück. Nach dem Besuch der Grund- und Lateinschule wurde Karl Maria in der Schule des Zisterzienserordens in Eger (Erlau) unterrichtet. 1838 trat er in Győr (Raab) beim Buchhändler Andreas Schwaiger in die Lehre. In dieser Zeit machte er die Bekanntschaft des Fürsten von Pückler-Muskau.

## Reisen und Bekanntschaften
Nachdem er sich mit seinem Vater überworfen hatte, begann ein zielloses Wanderleben. Der junge Mann reiste ohne Geld über Wien und Prag nach Dresden, wo er Pückler wieder traf. Dieser riet ihm, in den Militärdienst einzutreten. So wurde Kertbeny Kadett im ungarischen 5. Artillerie-Regiment. 1843 nahm er seinen Abschied und entschloss sich, Schriftsteller zu werden. Die Verbindungen seiner Mutter ermöglichten ihm, in Künstlerkreisen von Wien und Pest zu verkehren. Als Journalist und Reiseschriftsteller verfasste er über 25 Bücher über verschiedene Themen. Vor allem widmete er sich der ungarisch-deutschen Literaturvermittlung, angefangen mit der Herausgabe eines Jahrbuchs des deutschen Elementes in Ungarn (1846) u. a. mit Beiträgen von Johann Ladislaus Pyrker und Ferenc Pulszky.
Als sein Vater, der den größten Teil seines Vermögens durch Spekulationsgeschäfte eingebüßt hatte, am 12. Oktober 1846 verstorben war, verließ der Sohn erneut Ungarn und nahm mittellos und ohne Pass sein Wanderleben wieder auf. Im Januar 1847 wurde er von Heinrich Zschokke in Aarau empfangen, im Februar weilte er in Paris und besuchte Heinrich Heine. Jacob Venedey führte ihn bei Béranger ein, und er machte die Bekanntschaft von George Sand, Alfred de Musset und anderen französischen Autoren. Über Hamburg reiste er nach London und begegnete Ferdinand Freiligrath, der allerdings skeptisch auf den jungen Mann reagierte, und Thomas Carlyle, der ihn mit einem Empfehlungsschreiben an Karl August Varnhagen von Ense in Berlin versah. Diesem konnte Benkert von seinen Reisen und Begegnungen berichten, ebenso von einer Übersetzung von Texten Rahel Varnhagens ins Ungarische durch die Dichterin Nina Pongruez; überdies stiftete er ein ungarisches Gedicht für die Autographensammlung seines Gönners.
Auf Varnhagens Rat änderte Karl Maria Benkert noch im selben Jahr 1847 seinen Namen standesamtlich von Benkert in Kertbeny, einen ungarischen Namen mit aristokratischem Klang. Die Freiheitsbestrebungen der Ungarn im Revolutionsjahr 1848, für die sich viele liberal gesinnte Intellektuelle begeisterten, sorgten für eine große Sympathie für ungarische Kultur und Literatur, die den Bestrebungen des angehenden Übersetzers zugutekam. Am Neujahrstag 1848 besuchte Varnhagen Kertbeny auf seiner Stube, der soeben mit Max Stirner und Friedrich Saß die Nacht durchzecht hatte und noch im Bett lag.

## Übersetzer und Literaturvermittler

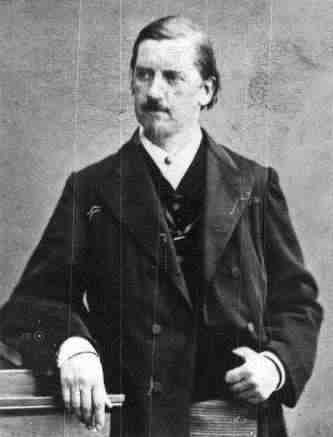
Kertbeny um 1855/60

Die Märzrevolution von 1848 machte dem Aufenthalt Kertbenys in Berlin ein Ende. Er wandte sich nach Halle und Weimar, wo er mit Franz Liszt verkehrte, traf in Frankfurt am Main mit Abgeordneten des Paulskirchen-Parlaments zusammen wie Jacob Grimm, Ludwig Uhland, Johann Hermann Detmold und Alfred Meißner, den er schon von Paris kannte. Inzwischen erschienen seine ersten Gedichtübersetzungen: Gedichte aus fremden Sprachen (Jena 1848) sowie die Gedichte von Alexander Petöfi. Die Übersetzung von Werken Petöfis und weiterer ungarischer Dichter wie János Arany, Mihály Vörösmarty und Mór Jókai wurde zum wichtigsten Schwerpunkt und fand Anerkennung von Heine, Béranger und Saint-René Taillandier. Die bedeutendste Ansprechpartnerin in der deutschen Literatur war Bettina von Arnim, die ihm bis Dezember 1850 nicht weniger als 60 Briefe schrieb und in ihren Schriften auf die politische Bedeutung der ungarischen Dichtung nachdrücklich hinwies.
Inzwischen lieferte Kertbeny für deutsche Zeitschriften wie den Nürnberger Courier, das Frankfurter Conversationsblatt, die Weser-Zeitung, den Bremer Beobachter und das Magazin für die Literatur des Auslandes historische, politische und literaturgeschichtliche Skizzen. Von Leipzig aus, wo er den Sommer 1851 verlebte, bereitete er eine Ausgabe ungarischer Volkslieder vor und veröffentlichte das Märchen Held János von Petöfi. Nach der Niederschlagung des ungarischen Aufstands stellte sich Kertbeny den österreichischen Behörden und ließ sich 1852 erneut in Pest nieder. 1854 lud ihn Hoffmann von Fallersleben zur Mitarbeit an den Weimarischen Jahrbüchern ein.

## Schriften über Homosexualität
Von 1867 bis August 1868 wohnte Kertbeny in Hannover, wo er unter anderem den Frauenarzt und Sozialdemokraten Ludwig Kugelmann besuchte. Von Hannover aus führte Kertbeny am 6. Mai 1868 durch einen Brief „anscheinend erstmalig“ den Begriff der „Homosexual“ in die öffentliche Diskussion ein. Er begann vermehrt über Homosexualität zu schreiben, motiviert, wie er sagte, durch ein „anthropologisches Interesse“, Gerechtigkeitssinn und die Sorge um die Menschenrechte. Im Jahre 1869 veröffentlichte er anonym ein Flugblatt mit dem Thema: „Paragraph 143 des preußischen Strafgesetzbuches vom 14. April 1851 und seine Wiederbestätigung als Paragraph 152 im vorgeschlagenen Strafgesetzbuch für den Norddeutschen Bund. Eine offene und berufliche Korrespondenz mit Seiner Exzellenz Dr. Leonhardt, dem Königlichen preußischen Justizminister.“
Ein zweites Flugblatt zum selben Thema folgte bald. In seinen Schriften behauptete Kertbeny, dass das preußische Sodomie-Gesetz, Paragraph 143, die Menschenrechte verletze. Er brachte das klassisch freiheitliche Argument vor, dass der private und freiwillige Geschlechtsverkehr nicht Sache des Strafrechts sein solle. Bezüglich seines Freundes aus den Tagen seiner Buchhändlerlehre behauptete er, dass Homosexuelle aufgrund des preußischen Gesetzes erpressbar seien und deshalb oft in den Selbstmord getrieben würden.
Kertbeny brachte auch die Ansicht vor, dass Homosexualität angeboren und unveränderlich sei, ein Argument, das später das „medizinische Modell“ der Homosexualität genannt wurde. Er widersprach damit der vorherrschenden Ansicht dieser Zeit, dass Männer Sodomie aus bloßer Boshaftigkeit begingen. Homosexuelle Männer, sagte er, seien nicht von Natur aus weichlich, und er wies – wie Heinrich Hössli vor ihm – darauf hin, dass viele große Helden der Geschichte homosexuell waren.

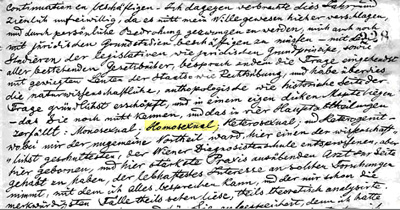
Erste Nennung der Worte „Monosexual“, „Homosexual“ und „Heterosexual“ in einem Brief vom 6. Mai 1868 aus Hannover

In seinen Schriften prägte Kertbeny das Wort „homosexual“ als Bestandteil seines Systems für die Klassifikation von sexuellen Typen. Männer, die von Frauen angezogen werden, nannte er „heterosexual“, Masturbatoren „monosexual“ und Anhänger des Analverkehrs nannte er „Pygisten“ (griechisch pygê = Steiß).
Klassische Gelehrte haben Kertbenys Wortschöpfung seitdem bedauert: Das Wort „homosexuell“ verbindet das griechische Adjektiv homós („gleich“), mit dem lateinischen Substantiv sexus („Geschlecht“) und ist damit eine Kombination griechischer und lateinischer Elemente. Das Wort „homosexuell“ führe zudem zur Verwechslung des griechischen homós mit dem lateinischen homo („Mensch“ oder „Mann“). Zusätzlich verleitet die Endung -sexuell das Individuum vom bevorzugten Geschlecht (Veranlagung, Gefühle) auf die sexuelle Handlung zu reduzieren.
Männer wie Karl Heinrich Ulrichs, die sich als homosexuell zu erkennen gegeben hatten, kämpften weiter für homosexuelle Rechte; Kertbeny dagegen zog sich zurück. Im Jahre 1880 trug er ein Kapitel über Homosexualität zu Gustav Jägers Buch Entdeckung der Seele bei, jedoch entschied Jägers Herausgeber, das Thema sei zu umstritten, und ließ es weg. Dennoch gebrauchte Jäger die Fachsprache von Kertbeny an einer anderen Stelle des Buches.
Für seine eigenen Schriften entlehnte der österreichische Sexualwissenschaftler Richard von Krafft-Ebing Kertbenys Worte homosexuell und heterosexuell aus Jägers Buch. Krafft-Ebings Arbeit, besonders dessen von ihm selbst in zwölf Ausgaben geschriebene damalige Standardwerk Psychopathia sexualis, war so einflussreich, dass diese Bezeichnungen zu Standardbegriffen für die sexuelle Orientierung wurden und Ulrichs Bezeichnungen Urning/Urninde/Uranismus (für Homosexuelle) und Dioning (für Heterosexuelle) sowie andere zur Debatte stehende Begriffe ersetzten, wie etwa Hirschfeld 1914 anmerkt.

## Letzte Jahre

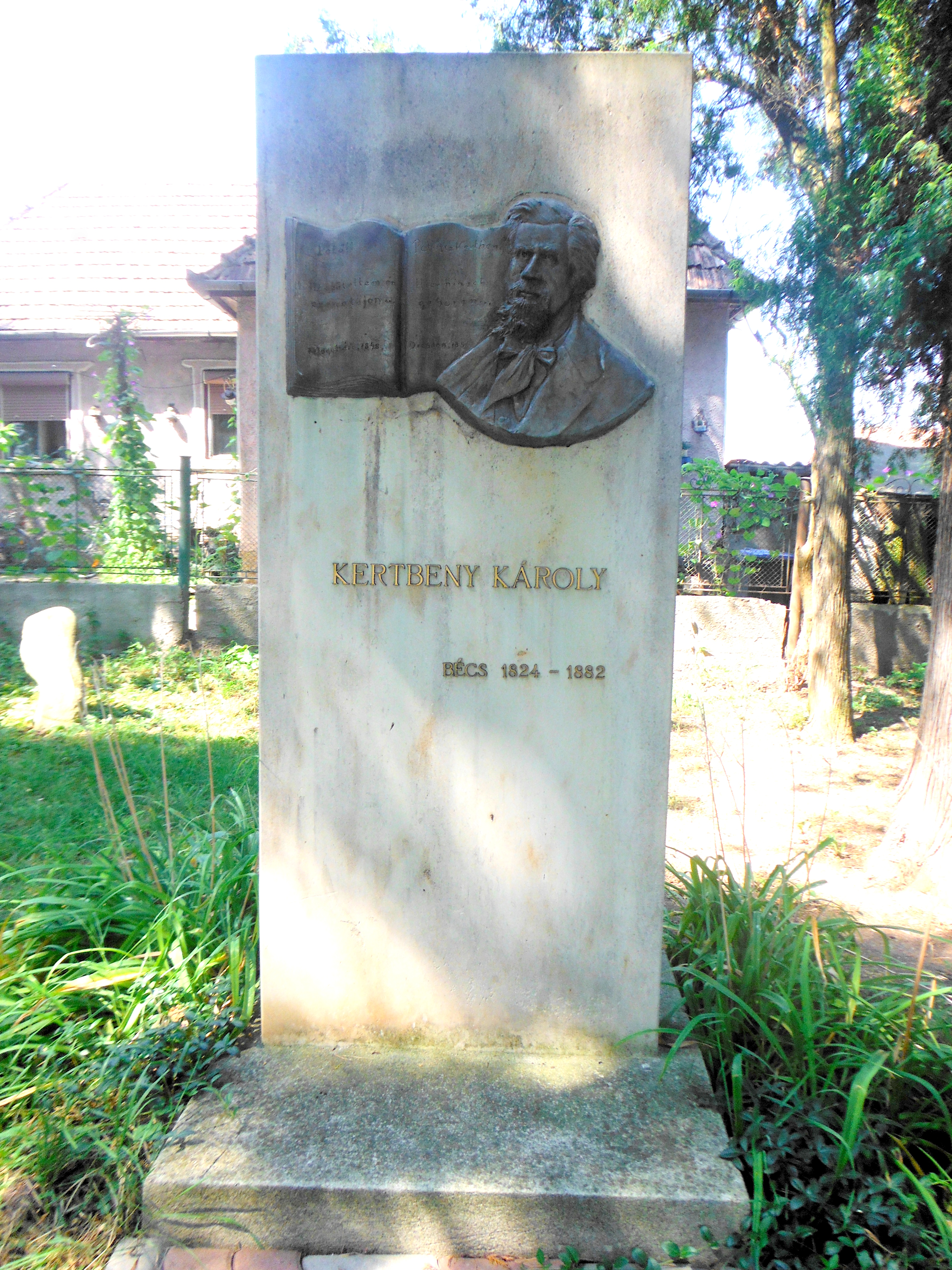
Denkmal für Kertbeny in der Petöfi-Gedenkstätte von Albesti

In den späten fünfziger Jahren hielt sich Kertbeny in Wien und München auf und schrieb seine zweibändigen Memoiren, die 1861 und 1863 vorwiegend als Briefsammlung unter dem Titel Silhouetten und Reliquien in Prag erschienen sind. Weitere auf prominente Bekanntschaften bezogene Memoirenwerke sind die Erinnerungen an Graf Stefan Szechenyi (Genf 1860), Erinnerungen an Graf Ladislaus Teleki (Prag 1861) und die Erinnerungen an Charles Sealsfield (Brüssel und Leipzig 1864). Ende 1860 ging er nach Genf, um eine umfassende Geschichte dieser Stadt zu schreiben, von der allerdings nur das Programmheft erschienen ist. Eine umfassende deutsch-ungarische Bibliographie (Budapest 1860) sowie zahlreiche politische Flugschriften gehören ebenfalls zu seinem Werk.
Kertbeny starb 1882 im Alter von 58 Jahren in Budapest.
Sein Grab wurde im Jahre 2001 von der Soziologin Judit Takács, die sich intensiv der Forschungsarbeit an Kertbeny widmet, wiederentdeckt. Es liegt auf dem Kerepesi temető in Budapest, wo viele ungarische Berühmtheiten aus dem 19. und 20. Jahrhundert ruhen. Die Lesben- und Schwulenbewegung errichtete einen neuen Grabstein auf der Grabstätte, und seit dem Jahre 2002 wird dort bei homosexuellen Festivals regelmäßig ein Kranz niedergelegt.
Ein Denkmal für Kertbeny befindet sich in der Petöfi-Gedenkstätte von Albești bei Sighișoara.

## Werke (Auswahl)

### Zeitgenössische Ausgaben
- Unter dem Namen Benkert als Herausgeber und Mitautor: Jahrbuch des deutschen Elements in Ungarn. Des ersten Jahrgangs erste Hälfte (mehr nicht erschienen), Budapest 1846 (Digitalisat der Bayerischen Staatsbibliothek)
- Gedichte aus fremden Sprachen. Maucke, Jena 1848, erste Gedichtübersetzungen.
- Alexander Petöfi. Gedichte. Nebst Anhang: Gedichte anderer ungarischer Dichter. Deutsch von K. M. Kertbeny. Literarische Anstalt, Frankfurt am Main 1849.
- Ungarische Volkslieder. Metrisch übersetzt von K.M. Kertbeny. Leske, Darmstadt 1851.
- Der Held Janós. Volksmärchen von Petöfi. Aus dem Ungarischen von K. M. Kertbeny. E. Hallberger, Stuttgart 1850.
- Bibliographie der Werke K. M. Kertbeny's 1846–1860. In: Ungarn betreffende deutsche Erstlings-Drucke. 1454–1600. Mitgetheilt von K. M. Kertbeny. Verlag der königl. ungarischen Universitäts-Druckerei, Budapest 1860 (Bibliographie der ungarischen nationalen und internationalen Literatur Band 1), Anhang, S. 1–14.
- Erinnerungen an Graf Stefan Szechenyi, Genf 1860.
- Erinnerungen an Graf Ladislaus Teleki, Prag 1861 (Digitalisat der ÖNB Wien).
- Silhouetten und Reliquien. Persönliche Erinnerungen. 2 Bde., J. F. Kober, Prag 1861–1863. Band 1; Band 2.
- Erinnerungen an Charles Sealsfield, Brüssel und Leipzig 1864 BSB
- Alphabetische Namensliste ungarischer Emigration, 1848–1864; mit Einschluss der ausserhalb Ungarn Internierten. Sammt vorläufigen biographischen Andeutungen in Abreviaturen redigirt von K.M. Kertbeny. Kiessling und Comp. Brüssel/Leipzig 1864 Archive.
- Berlin wie es ist. Ein Gemälde des Lebens dieser Residenzstadt und ihrer Bewohner, dargestellt in genauer Verbindung mit Geschichte und Topographie. Magazin für Industrie, Berlin 1827 (Digitalisat der ÖNB Wien); Natorff, Berlin 1881. (Reprint 1981 beim Zentralantiquariat Leipzig).

### Spätere Ausgaben
- Manfred Herzer (Hrsg.): Karl Maria Kertbeny: Schriften zur Homosexualitätsforschung. Verlag Rosa Winkel / Männerschwarmskript, Hamburg 2000, ISBN 978-3-86149-103-3
Enthält die beiden 1869 anonym erschienenen Broschüren und Kertbenys Beiträge zu Gustav Jägers Buch Die Entdeckung der Seele, sowie eine Schilderung von Kertbenys Leben nach Dokumenten und Selbstzeugnissen von Manfred Herzer.
  - § 143 des Preussischen Strafgesetzbuches vom 14. April 1851 und seine Aufrechterhaltung als § 152 im Entwurfe eines Strafgesetzbuches für den Norddeutschen Bund. Offene, fachwissenschaftliche Zuschrift an seine Excellenz Herrn Dr. Leonhardt, königl. preußischen Staats- und Justizminister, 1869 (Nachdruck im Jahrbuch für sexuelle Zwischenstufen mit einer Vorbemerkung, 1905) Online in der Google-Buchsuche-USA=archive.org
  - Das Gemeinschädliche des § 143 des preussischen Strafgesetzbuches vom 14. April 1851 und daher seine nothwendige Tilgung als § 152 im Entwurfe eines Strafgesetzbuches für den Norddeutschen Bund. In Folge öffentlicher Aufforderung durch die Commission zur Berathung über jenen Strafgesetzentwurf. Serbe's (Commissions-)Verlag, Leipzig 1869 Online in der Google-Buchsuche